# Arribada de la televisió
El desenvolupament de la televisió estava molt lligat a les estructures establertes, societats i disposicions comercials de la ràdio. Però també existien uns vincles complexes entre la introducció del nou medi i el progrés de la indústria del cine a partir dels anys trenta.
Una de les primeres emissions públiques de televisió als Estats Units va ser rebuda a una sala de cinema de Nova York, el maig de 1930. Dos anys més tard, a Gran Bretanya, el pioner John Logie Baird va aconseguir realitzar un dels seus cops publicitaris més notables amb la transmissió en directe de la cursa de cavalls del Derby, al cine Metropol de Victoria.
L'any 1938, la indústria del cine de Hollywood estava tant interessada en la televisió que va establir un poderós comitè per tal d'estudiar-ne l'assumpte. A Chicago, l'any 1940, la Paramount va establir la primera emissora de televisió pròpia d'una companyia cinematogràfica. Al final de la Segona Guerra Mundial altres societats cinematogràfiques van seguir l'exemple marcat per la Paramount, buscant nous permisos per a la retransmissió televisiva. En menys d'una dècada la televisió s'ha convertit en un medi exclusivament domèstic i des de llavors, el cine s'ha trobat combatent contra aquest formidable rival.

## La ràdio i la ràdio "visual"

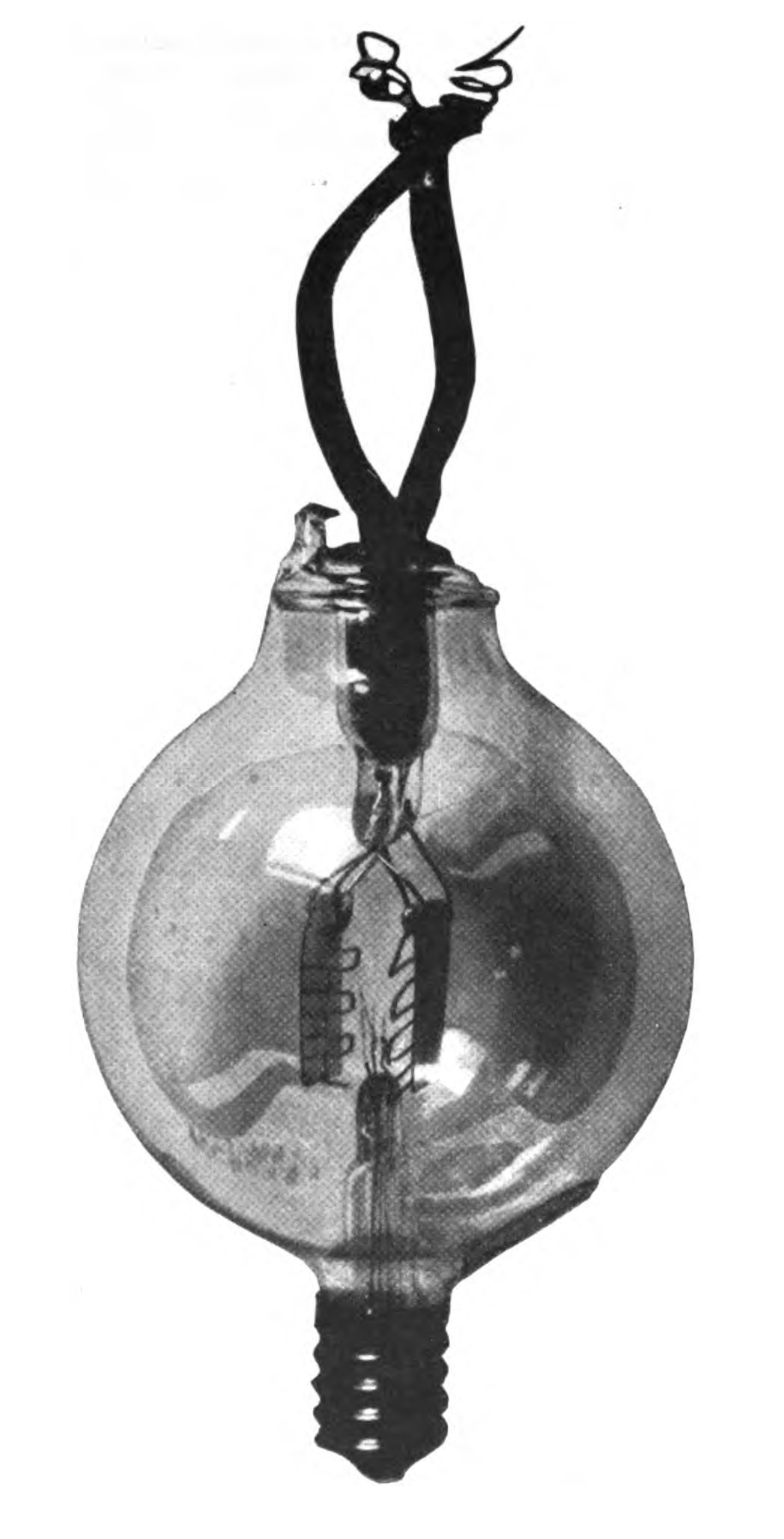
Tub d'Audion de Lee De Forest.

La història de la televisió comença amb una multitud de diferents inventors i després s'integra ràpidament dins d'unes estructures industrials, legals, econòmiques i polítiques. El primer personatge clau va ser Guglielmo Marconi, l'inventor d'un receptor i d'un transmissor de ràdio que emetia missatges en codi Morse. Dos inventors que treballaven als Estats Units van aconseguir realitzar uns importants descobriments. Reginal Fessender va aconseguir fer les primeres transmissions de veus i Lee De Forest va fer un pas més enllà amb el tub "Audion", una làmpada de cristall capaç de captar ones de ràdio. Fins al final de la dècada següent, la ràdio tan sols servia com a mitjà de comunicació d'un punt a un altre, i la retransmissió com a tal, només interessava a uns quants, com De Forest, que retransmetia cançons i discursos a qualsevol persona de Nova York que pogués estar escoltant-lo. Ara bé, la primera Guerra Mundial, va tenir un impacte dramàtic sobre l'activitat de la ràdio. A Gran Bretanya la van prohibir immediatament pels aficionats i als Estats Units es va prendre una resolució semblant. Per altra banda, les necessitats militars van incrementar en gran manera les demandes i, d'aquesta manera, es van estimular els avenços tècnics consolidant-se així, dos companyies americanes: la General Electric, fundada en un principi per Edison i la Westinghouse. Les dues es dedicaven a la fabricació de bombetes, que es van transformar en tubs de vuit de vidre per a la ràdio. Aquestes companyies es convertirien en elements importants dins del desenvolupament de la postguerra. La recerca de la ràdio visual es remunta al gener de l'any 1884, quan Paul Nipkow va tramitar una patent a Berlín per un telescopi elèctric. Una dècada abans, s'havia descobert que el seleni, en quedar exposat a la llum i segons la quantitat de llum rebuda, era capaç de variar el corrent elèctric que passava per ell. El disc de Nipkow podia convertir la llum reflectida des de les minúscules zones consecutives d'una imatge i transformar-la en un corrent elèctric modulat. Posteriorment, la imatge podia ser reconstruïda invertint el procés i fent passar la llum generada a través d'un segon disc que girava exactament a la mateixa velocitat que el primer.
L'exploració mecànica, el sistema de Nipkow esmentat anteriorment, va ser la base de molts dels primers sistemes de televisió, com la que va desenvolupar Baird, però no va ser el model que finalment s'adoptaria a tot el món. El sistema alternatiu, depenia d'un feix de llum electrònic d'electrons o tub de raigs catòdics inventat per Karl Braun l'any 1987. L'exploració mecànica semblava ser el camí més senzill i fructífer a seguir, especialment després que en la Primera Guerra Mundial els problemes de la sensibilitat del seleni es veiessin superats gràcies al potassi. Tot i així, els discs giratoris tenien limitacions en tant a la claredat de la imatge, de manera que el problema de mantenir una sincronització perfecta persistia.

### La corporació de ràdio americana
Mentre el món es readaptava a una pau relativa després de la Primera Guerra Mundial, es van anar establint les estructures sobre les quals es van assentar els posteriors desenvolupaments de la televisió.
Als Estats Units la Marina va plantejar que se li havia de concedir un monopoli sobre l'ús de la ràdio, fet al qual els radioaficionats es van negar rotundament. Per tan, la Marina va haver d'acceptar un monopoli privat: la Corporació de Radio Americana (RCA), constituïda l'octubre de 1919. Aquesta nova corporació va comprar l'American Marconi, i l'any 1921 ja tenia a tres socis mes: Westinghouse, AT&T i l'United Fruit. En un principi, la Westinghouse no va ser convidada a unir-se a la RCA, però aquesta, inspirada per les activitats d'un treballador radioaficionat, va posar en marxa un programa regular la nit de les eleccions presidencials. Aquesta iniciativa va tenir tant d'èxit que la RCA va incloure dins de l'aliança a Westinghouse i, amb la producció massiva de receptors, es va obrir el camí a l'explosió de la radiodifusió.
L' AT&T va contribuir al següent desenvolupament clau quan, l'any 1922, van iniciar les emissions patrocinades. Aquestes, oferien l'oportunitat d'enviar a l'audiència nord-americana, mitjançant el pagament d'una certa quantitat de diners, un missatge, una cançó o una petita escena dramàtica. Els ingressos per publicitat van créixer ràpidament i l'AT&T va trobar suport governamental pel seu servei, que es considerava més democràtic que els dels altres centres d'emissió.
Les evidents discussions entre els socis de la RCA eren cada vegada més evidents, ja que s'amenaçava una legislació antimonopolista. Durant l'any 1925, les companyies van examinar la seva posició per tel d'establir una nova organització central de radiodifusió (The National Broadcasting Company). El ràpid creixement de la construcció d'habitatges durant els anys vint va contribuir significativament a un mercat en expansió, i els fabricants de ràdio van treballar per tal de crear una imatge idealitzada de la llar moderna, on les campanyes de promoció, situaven a la ràdio en un entorn domèstic.

### La ràdio a Gran Bretanya
Despès de la guerra, a Gran Bretanya, l'Administració de Correus va començar novament a adjudicar permisos als aficionats i, l'any 1920, la companyia Marconi va començar a emetre missatges en codi morse des de Chelmsford. Dos anys després, Marconi ja emetia des de Londres i les emissions es podien rebre des de moltes parts del país, amb més de 50.000 oients. Aquell mateix any, l'Administració de Correus va consultar a les indústries de ràdio com es podia supervisar aquest medi que estava en plena expansió. Finalment, un comitè de fabricants va decidir crear un monopoli privat per oferir un únic servei: la British Broadcasting Company.
La nova companyia va nomenar director a John Reith, que creia apassionadament en el potencial educatiu de la radiodifusió i, l'any 1925, tant ell com l'Administració de Correus, van acordar que la radiodifusió, seria un servei públic amb un alt grau d'independència envers els interessos comercials i del govern. La comissió, que estava en desacord amb el sistema, una mica anàrquic, que hi havia als Estats Units, va recomanar que la radiodifusió hauria de seguir controlada per una autoritat única que no es constituís sobre uns criteris comercials que beneficiessin als seus integrants.
L'any 1926, la BBC, durant una vaga general, va optar per mantenir una independència relativa respecte a la postura del govern i els butlletins de televisió de la cadena, van ser gairebé l'única font d'informació a tot el país. Aquest esdeveniment, va marcar, en molts sentits, l'arribada de la majoria d'edat d'aquest medi.

### Les primeres emissions de Baird

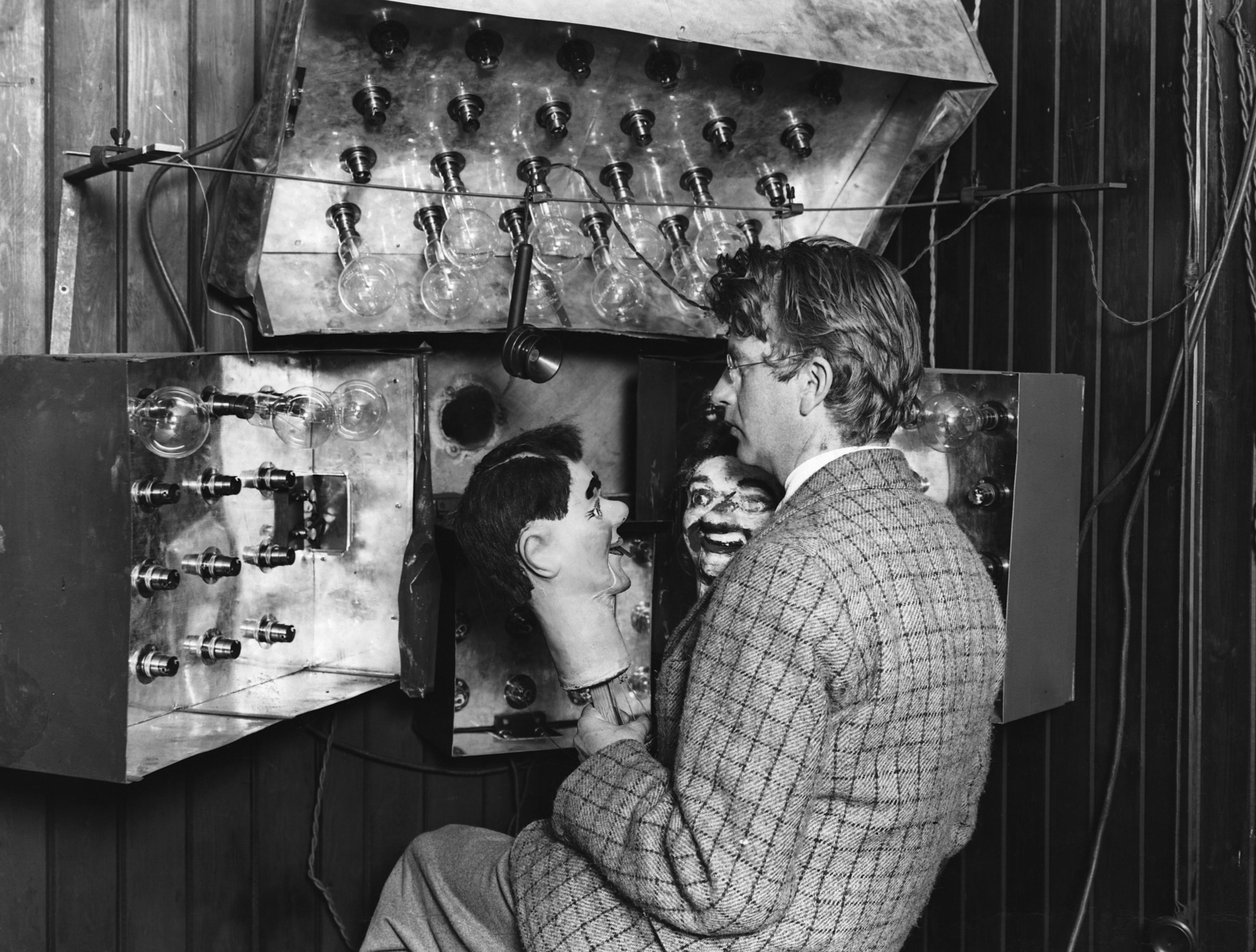
Baird al seu estudi retransmetent "James and Stooky Bill".

Durant els primers anys 20, tant els particulars com les corporacions, havien seguit abordant els problemes de la ràdio visual. Vladimir Zworykin, deixeble de Boris Rozing i actual treballador de Westinghouse, es va esforçar a millorar els mètodes de transmissió electrònica. Però els esforços de la majoria dels altres investigadors, se centraven en els dispositius d'exploració mecànica. Baird va començar el seu treball amb la televisió l'any 1922 i, després d'unes demostracions al seu laboratori d'unes transmissions de treinta línies, va obtenir una patent pel seu sistema. L'any següent li van concedir un permís per fer emissions experimentals des de les seves oficines centrals de Londres i la primera, es va rebre en una casa situada a deu quilòmetres de distància.
Poc després d'aquestes primeres transmissions, va atraure l'atenció del ministeri de la Marina. Baird, va proposar amagar al públic els detalls dels nous avenços, però els experts en temes militars, eren conscients dels interessos comercials que podrien potenciar la investigació. Baird i la BBC van arribar a un acord i, l'any 1928 va aconseguir realitzar una retransmissió transatlàntica. Tot i així, el va decebre la postura tan poc cooperativa de la BBC, que es mostrava escèptica sobre la qualitat del seu sistema i es negava a plantejar-se l'emissió.
A final de l'any 1928 es van adjudicar 18 permisos per emissores experimentals. Finalment, el 30 de setembre de 1929, Baird va començar les retransmissions amb la BBC per a 29 receptors aproximadament. El mes de març, va poder utilitzar per primera vegada dos transmissors per emetre sincronitzadament el so i la visió. Baird també va televisar la final del Derby l'any 1931. Un tècnic de Baird anomenat Tony Bridgewater, recorda:
| « | Tot el que podíem o crèiem veure eren cavalls que passaven com raigs pel pal d'arribada. No es podia distingir un cavall d'un altre, ni tampoc un jockey d'un altre, però almenys es podia veure que eren cavalls. | » |

Per tant, malgrat aquests esdeveniments i altres que vindrien més endavant, la qualitat de la imatge seguia sent pobre i el març de 1934, la BBC va anul·lar el permís experimental del que disposava Baird.

## Els primers sistemes electrònics
En aquesta època els sistemes electrònics començaven a fer-se valer. L'aficionat Philo T. Farnsworth va patentar amb èxit una càmera electrònica l'any 1927. Zworykin va aconseguir resultats similars per l'RCA amb la seva càmera Iconoscope. Un altre dels alumnes de Rozing, Isadore Schoenburg, va dirigir l'equip d'investigació de l'EMI, que va decidir treballar en un sistema electrònic que es basava en l'Emitron, una nova càmera. Però les opinions autoritzades sostenen que l'Emitron era en essència, un Iconoscope -bastant millorat- amb un altre nom.
A Alemanya, les emissions regulars de televisió van començar el març de 1935 i va ser el primer servei regular del món. Les primeres retransmissions eren d'imatges en 180 línies, produïdes amb càmeres mecàniques i tan sols es realitzaven per sales de visió públiques de Berlín.
No s'ha de pensar que la investigació pionera es va realitzar tan sols exclusivament als Estats Units i a Europa occidental. El científic hongarès Von Mihaly va presentar un sistema mecànic l'any 1928. Al Japó, Kenjiro Tahayanagi va aconseguir transmetre des del seu laboratori l'any anterior. A Rússia, Rozing i els seus companys experimentaven amb el treball realitzat anteriorment a la guerra. Semyon Katayev va construir una càmera electrònica semblant a l'Iconoscope l'any 1931.

## Els anys posteriors a la Segona Guerra Mundial
Durant els anys posteriors a la Segona Guerra mundial, la televisió va començar a imposar-se com el medi dominant tant d'entreteniment com d'informació. Als Estats Units es va desenvolupar un vigorós sistema comercial que era controlat per tres cadenes. Als anys cinquanta, la programació nocturna d'aquestes cadenes, que eren les hores de major audiència, estava formada per una gran varietat de programes (espectacles de varietats, documentals, drames teatrals, etc.) La major part de la producció era en directe i es distribuïa als canals afiliats de cada cadena des de Nova York. Les agències de publicitat, també produïen gran part de la programació. Als anys 60, però, l'hora de major audiència l'ocupaven sèries d'episodis realitzades per Hollywood i, les cadenes havien fet valer els seus drets per assegurar-se que ni les agències de publicitat ni els canals afiliats poguessin exercir cap control significatiu.
A Gran Bretanya es va trencar el monopoli de la BBC i la seva ètica com a servei públic d'emissió va ser complementada per un sistema finançat a través d'anuncis publicitaris a partir del 1955. La BBC va respondre amb canvis d'organització i programació que a principis dels anys cinquanta, van aconseguir una igualtat d'audiències. Durant els anys cinquanta es van establir a totes parts nous serveis de televisió, tant públiques com privades i també variants d'aquests models d'emissores. L'any 1958 ja hi havia 26 països amb emissores de televisió.

### Estats Units durant la postguerra
Als Estats Units s'havien realitzat emissions regulars de televisió fins a l'any 1941. El centre de la indústria s'ubicava a Nova York, on tant la NBC com la CBS havien obtingut llicències privades per les seves emissores. La Federal Communications Comission (FCC) va determinar que els senyals de televisió haurien de ser emesos a través de VHF, una secció relativament estreta de la banda d'ones. Aquesta decisió limitava la seva expansió futura i conduïa al domini de la indústria per les tres cadenes principals. Aquest sistema de cadenes va començar d'un mode incipient quan l'NBC de Nova York va començar a subministrar programes a través dels cables co-axials AT&T. La guerra però, va reduir les transmissions, tot i que el treball experimental va seguir i es van atorgar algunes llicencies.